# برای مرگت دعا کن
برای مرگت دعا کن (به انگلیسی: Pray for Death) یک فیلم اکشن و رزمی آمریکایی محصول سال ۱۹۸۵ به کارگردانی گوردون هسلر با بازی شو کوساگی، جیمز بوت، نورمن بارتون، مایکل کنستانتین و پسران کین و شین کوساگی است.

## داستان
یک تاجر صلح طلب ژاپنی به نام آکیرا به‌همراه خانواده‌اش به امید ساختن یک زندگی بهتر و گشایش یک رستوران، به آمریکا مهاجرت می‌کنند. اما شرایط خوب پیش نمی‌رود و آنها به دام یک سندیکای جرم و جنایت می‌افتند که در این بین همسر آکیرا کُشته می‌شود. اکنون آکیرا با پوشیدن یک لباس نینجا و به دست گرفتن اسلحه‌های مرگبار، به دنبال نابود کردن سندیکا می‌باشد…